# ボンヌ・ダルマニャック
ボンヌ・ダルマニャック（Bonne d'Armagnac, 1393年2月19日 - 1430年代前半）は、百年戦争期のフランスの貴族女性。オルレアン公爵夫人。アルマニャック伯ベルナール7世の娘で、オルレアン公シャルルの2番目の妻。

## 生涯
アルマニャック伯とその妻でベリー公ジャンの娘であるボンヌの間の長女として生まれた。1410年8月15日にシャルルと結婚した。夫は最初の妻イザベル王女と1409年に死別しており、この結婚は再婚だった。この結婚はアルマニャック派とオルレアン公爵家（ヴァロワ＝オルレアン家）を結びつけただけでなく、アルマニャック伯が若いシャルルとその母ヴァランティーヌの庇護者となることを意味していた。これ以後、フランス国内における反ブルゴーニュ派勢力が、1435年のアラスの和約締結までにアルマニャック派として一本化される流れが形成された。
1415年に夫シャルルがアジャンクールの戦いでイングランド側の虜となるまでに、ボンヌは夫の後継ぎを産むことが出来なかった。ボンヌは夫が解放されるのを見ないまま、1430年から1435年の間に死去した。夫シャルルは解放後、マリー・ド・クレーヴを後妻に迎えた。